# Dracophyllum scoparium
Dracophyllum scoparium is een plantensoort uit de heidefamilie (Ericaceae). Het is een grasachtige struik met veel rechtopstaande twijgen. Aan deze twijgen groeien smalle, puntige en rechte bladeren. Deze bladeren zijn 30 tot 50 millimeter lang en 0,5 tot 1 millimeter breed. De bloemen zijn witkleurig en groeien in trossen van 3 tot 6 bloemetjes aan het uiteinden van de twijgen.
De soort komt voor op de Chathameilanden, gelegen in de Stille Oceaan ten oosten van Nieuw-Zeeland. Verder komt de soort ook voor op het ten zuiden van Nieuw-Zeeland gelegen Campbelleiland. Op de Chathameilanden wordt de soort aangetroffen op Chatham Island en Pitt Island. 
Op de Chathameilanden groeit de struik in zogenaamde Restionaceae-veengebieden, alwaar de soort dominant kan zijn. Op Campbelleiland maakt de soort deel uit van de voor dat eiland kenmerkende vegetatie, waar het ook een groter bereik heeft dan op de Chathameilanden.